# Cyprinus micristius
Cyprinus micristius là một loài cá vây tia thuộc họ Cyprinidae. Loài này chỉ có ở Trung Quốc.